# Liste der Naturschutzgebiete im Landkreis Saarlouis
Im Landkreis Saarlouis gibt es 20 Naturschutzgebiete.
| Name des Gebietes                   | Bild           | Kennung        | WDPA      | Landkreis / Stadt                                | Beschreibung / Bemerkungen | Standort | Fläche in Hektar | Datum der Verordnung |
| ----------------------------------- | -------------- | -------------- | --------- | ------------------------------------------------ | -------------------------- | -------- | ---------------- | -------------------- |
| Bei der Knorscheider Mühle          |                | NSG-061        | 162359    | Landkreis Saarlouis                              |                            | Position | 11,40            | 11.01.1991           |
| Bistaue - Landesgrenze              |                | NSG-073        | 162442    | Landkreis Saarlouis                              |                            | Position | 44,00            | 06.11.1993           |
| Breitborner Floss                   |                | NSG-N-6706-304 | 555595839 | Landkreis Saarlouis                              |                            | Position | 39,00            | 10.07.2015           |
| Ellbachtal                          |                | NSG-075        | 162920    | Landkreis Saarlouis                              |                            | Position | 56,00            | 04.11.1995           |
| Engelgrund - Girtelwiese            |                | NSG-025        | 162951    | Landkreis Saarlouis                              |                            | Position | 32,26            | 30.08.1985           |
| Eulenmühle / Eulenmühle-Welschwies  |                | NSG-N-6706-307 | 555632889 | Landkreis Saarlouis                              |                            | Position | 92,14            | 12.02.2016           |
| Großer Lückner nordöstlich Oppen    |                | NSG-N-6506-304 | 555521562 | Landkreis Merzig-Wadern, Landkreis Saarlouis     |                            | Position | 326,00           | 26.05.2016           |
| Hoxfels                             |                | NSG-094        | 318576    | Landkreis Saarlouis                              |                            | Position | 55,00            | 07.04.2000           |
| Kuhnenwald-Huhngrund                |                | NSG-N-6507-305 | 555595835 | Landkreis Saarlouis                              |                            | Position | 42,00            | 20.11.2015           |
| Lohbergerbachtal - Bauernkuppe      |                | NSG-050        | 164503    | Landkreis Saarlouis, Regionalverband Saarbrücken |                            | Position | 15,71            | 14.04.1989           |
| Neuforweiler Weiherbachtal          |                | NSG-088        | 318848    | Landkreis Saarlouis                              |                            | Position | 23,00            | 03.03.2000           |
| Nied                                |                | NSG-N-6605-301 | 555537803 | Landkreis Saarlouis                              |                            | Position | 645,00           | 07.09.2017           |
| Nonnenwies/Distelwies               |                | NSG-111        | 329541    | Landkreis Saarlouis                              |                            | Position | 36,00            | 03.09.2004           |
| Prims                               |                | NSG-N-6507-301 | 555579372 | Landkreis Merzig-Wadern, Landkreis Saarlouis     |                            | Position | 405,2            | 22.12.2017           |
| Saaraue nordwestlich Wadgassen      | weitere Bilder | NSG-N-6706-303 | 555521659 | Landkreis Saarlouis                              |                            | Position | 14,40            | 29.04.2016           |
| Südlicher Klapperberg - Im Schachen |                | NSG-N-6507-303 | 555521566 | Landkreis Saarlouis                              |                            | Position | 41,12            | 10.06.2016           |
| Taffingstal                         |                | NSG-019        | 165808    | Landkreis Saarlouis                              |                            | Position | 4,51             | 20.09.1984           |
| Warndt                              |                | NSG-N-6706-301 | 555537820 | Landkreis Saarlouis, Regionalverband Saarbrücken |                            | Position | 5060,83          | 02.11.2016           |
| Westlich Berus                      |                | NSG-N-6706-302 | 555632877 | Landkreis Saarlouis                              |                            | Position | 143,00           | 26.05.2016           |
| Wiesenlandschaft bei Überroth       | weitere Bilder | NSG-N-6407-307 | 555521495 | Landkreis St. Wendel, Landkreis Saarlouis        |                            | Position | 287,00           | 11.12.2015           |

Ehemalige Naturschutzgebiete:
| Name des Gebietes                       | Bild           | Kennung | WDPA   | Landkreis / Stadt                                | Beschreibung / Bemerkungen | Standort | Fläche in Hektar | Datum der Verordnung |
| --------------------------------------- | -------------- | ------- | ------ | ------------------------------------------------ | -------------------------- | -------- | ---------------- | -------------------- |
| Am Heiligenkopf/Metzerbachtal           |                | NSG-004 | 318104 | Landkreis Saarlouis                              |                            | Position | 87,99            | 07.11.2003           |
| Gauberg                                 |                | NSG-003 | 81716  | Landkreis Saarlouis                              |                            | Position | 13,78            | 31.01.1997           |
| Niedschleife                            | weitere Bilder | NSG-056 | 164817 | Landkreis Saarlouis                              |                            | Position | 39,00            | 06.04.1990           |
| Primsleite Überlosheim / Auschet        |                | NSG-055 | 165042 | Landkreis Merzig-Wadern, Landkreis Saarlouis     |                            | Position | 94,00            | 10.02.2006           |
| Schatterberg / Primsaue - Schartenmühle |                | NSG-069 | 165367 | Landkreis Saarlouis                              |                            | Position | 35,00            | 13.11.1992           |
| Werbeler Graben (Naturwaldzelle)        |                | NSG-092 | 319312 | Landkreis Saarlouis, Regionalverband Saarbrücken |                            | Position | 46,00            | 07.04.2000           |

## Quelle
- Landesamt für Umwelt- und Arbeitsschutz Saarland
- Common Database on Designated Areas Datenbank, Version 14